# Fernando Carlos Maletti
Fernando Carlos Maletti (Buenos Aires, 17 de marzo de 1949-8 de marzo de 2022) fue un obispo argentino de la Iglesia católica, que se desempeñó como titular de la diócesis de Merlo-Moreno.

## Biografía

### Primeros años y sacerdocio
Hizo sus estudios secundarios en el Seminario Menor de la Arquidiócesis de Buenos Aires, y los de Filosofía y Teología en el Seminario Mayor Inmaculada Concepción, de Villa Devoto, Buenos Aires.
Fue ordenado sacerdote el 24 de noviembre de 1973 por el entonces cardenal Juan Carlos Aramburu.  Entre 1973 y 1977 fue vicario parroquial de la parroquia Nuestra Señora del Carmen, en el barrio de Villa Urquiza. Luego ocupó cargos sucesivos como superior de comunidad en el Seminario Mayor (1977-83), secretario de la Vicaría Devoto (1978-1983), asesor arquidiocesano de las Jóvenes de Acción Católica (1981-1983), director del Instituto Vocacional San José (1983-1988), viceasesor de la Asociación de Mujeres de la Acción Católica (1989-1993) y juez del Tribunal Eclesiástico Interdiocesano Bonaerense (1988-1995).
Entre 1988 y 1992 fue párroco de la parroquia San Juan Bautista. Fue decano y miembro del Consejo Presbiteral entre 1989 y 1996; miembro de la Comisión Arquidiocesana de Liturgia entre 1991 y 1995; miembro del Colegio de Consultores entre 1994 y 1995; y vicepresidente de Cáritas-Buenos Aires desde 1993.
Entre 1992 hasta 2001 fue párroco de la parroquia y santuario de San Cayetano del barrio de Liniers. Maletti señaló que el concepto de santuario excede el de parroquia al indicar que recibe el nombre de santuario:

[...] cuando se cumplen ciertas características. Por ejemplo, lo más importante es que muchas personas van allí, procedentes de todas partes, es decir, que no solo recibe a la gente de este lugar, de este barrio, de esta ciudad.
Fernando Maletti

El 28 de febrero de 1992, Juan Pablo II lo distinguió con el título honorífico de prelado de honor de Su Santidad.

### Obispo

#### Diócesis de San Carlos de Bariloche

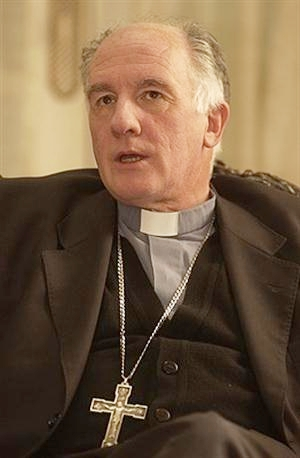
Fernando Carlos Maletti, cuando era obispo de la diócesis de San Carlos de Bariloche.

El 20 de julio de 2001, Maletti fue designado obispo de la diócesis de San Carlos de Bariloche, cargo en el que sucedió a Rubén Oscar Frassia. El 18 de septiembre tuvo lugar su ordenación episcopal en una celebración en la que Jorge Mario Bergoglio ofició de consagrante principal, y el propio Rubén Oscar Frassia (designado obispo de Avellaneda-Lanús), Raúl Omar Rossi (obispo de San Martín), Horacio Ernesto Benites Astoul (obispo titular de Lamzella y auxiliar de Buenos Aires) y Jorge Eduardo Lozano (entonces obispo titular de Furnos Mayor y más tarde obispo de Gualeguaychú) participaron en calidad de co-consagrantes.
Siguiendo la línea pastoral de su antecesor Frassia, quien también había estado a cargo de la parroquia San Cayetano de Buenos Aires, el ministerio de Maletti tuvo un marcado anclaje popular: ambos obispos contaban con una extensa experiencia en la organización de procesiones, peregrinaciones y otras celebraciones de carácter comunitario, con llegada a las clases más sencillas de la sociedad. En su episcopado, Maletti puso énfasis en temas como la opción preferencial por los pobres y la unidad sin discriminación, que impregnaron todo su ministerio pastoral. De ello fue muestra la forma en que desarrolló las procesiones a la gruta de la Virgen de las Nieves:

Para nuestra diócesis, es un modo de encontrarse todos los miembros del pueblo de Dios, de Bariloche y sus barrios, de El Bolsón y sus zonas y también de toda la zona de la Línea Sur.
Fernando Maletti

En igual sentido desarrolló la peregrinación náutica del lago Nahuel Huapi, como una «nueva manifestación de fe y religiosidad popular» (Archivo del Obispado de Bariloche, Carpeta Virgen del Nahuel Huapi. Invitación de la comisión de la V Peregrinación) tendiente a generar una construcción de la identidad local más allá de la devoción. En palabras del propio Maletti, los temas de esa peregrinación náutica de la Iglesia barilochense respondían a:

...la búsqueda de las raíces coloniales con los jesuitas e indígenas poyas y puelches.
Entrevista al obispo Fernando Maletti;
El cordillerano, 28 de enero de 2006.

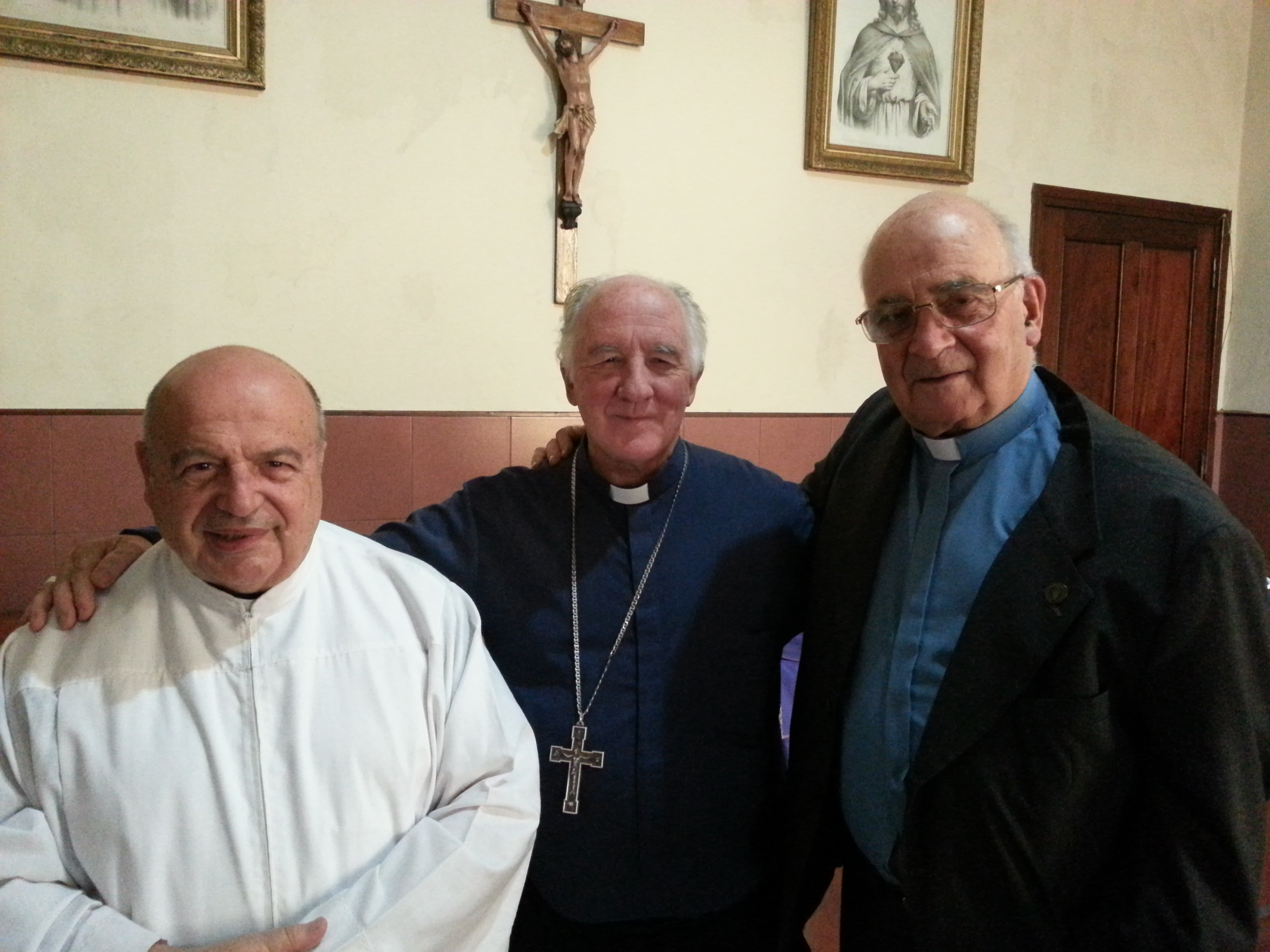
De izquierda a derecha: Mons. Antonio Domingo Aloisio, Mons. Fernando Carlos Maletti —obispo de Merlo-Moreno—, y Mons. Roberto Lella —capellán del Monasterio Santa Teresa de Jesús y ministro de la pastoral hospitalaria de la Arquidiócesis de Buenos Aires—.

Al subrayar a las etnias del lago en la misión colonial, se posicionó la acción evangelizadora de los jesuitas en «defensa y liberación de los indígenas» (Archivo del Obispado de Bariloche, Carpeta Virgen del Nahuel Huapi, Escrito sobre la V Peregrinación).

#### Diócesis de Merlo-Moreno
Maletti ocupó su cargo en la diócesis de San Carlos de Bariloche hasta el 6 de mayo de 2013, cuando el papa Francisco lo designó obispo de la diócesis de Merlo-Moreno. A su vez, el 28 de septiembre de 2013 Maletti ofició de consagrante principal de Juan José Chaparro Stivanello, su sucesor en la diócesis de San Carlos de Bariloche.
Monseñor Maletti fue miembro de la Conferencia Episcopal Argentina. Fue presidente de la Comisión Episcopal de Ayuda a las Regiones más Necesitadas, y miembro de la Comisión de pastoral aborigen. En el período 2014-2017 se desempeñó  como miembro de la Comisión Episcopal de Pastoral Social, y responsable de la Pastoral de Drogadependencias.
A principios de 2022 fue internado debido a algunos problemas ocasionados por un nódulo en el páncreas, que le fue extirpado en febrero. Luego de la cirugía, su salud se fue deteriorando, y pese a que los médicos indicaron un tratamiento de quimioterapia, algunas complicaciones hicieron que no pudiera comenzarlo. Falleció el 8 de marzo en la Clínica San Camilo, en el barrio porteño de Caballito.
Fernando Maletti fue considerado un sacerdote con una visión progresista de la economía, defensor de los pueblos originarios, y crítico de las cifras de pobreza de la Argentina, y de la ausencia de políticas claras tendientes a dar soluciones sobre el manejo de la tierra y de las viviendas en los grandes conglomerados urbanos.